# Chinese Super League 2004
Die Chinese Super League 2004 war die 1. Spielzeit der höchsten chinesischen Spielklasse im Fußball der Männer. Sie wurde am 15. Mai 2004 eröffnet und endete am 5. Dezember 2004.
Da die Anzahl der teilnehmenden Mannschaften in der kommenden Saison auf 14 erhöht werden sollte, wurde vor Saisonbeginn festgelegt, dass es keinen Absteiger geben würde. Chinesischer Meister wurde erstmals Shenzhen Jianlibao.

## Teilnehmer der Saison 2004
| Verein                  | Stadt     | Stadion                       |
| ----------------------- | --------- | ----------------------------- |
| Beijing Hyundai         | Peking    | Arbeiterstadion               |
| Chongqing Qiche         | Chongqing | Datianwan-Stadion             |
| Dalian Shide            | Dalian    | Volksstadion Dalian           |
| Liaoning Zhongyu        | Fushun    | Leifeng-Stadion               |
| Qingdao Beilaite        | Qingdao   | Yizhong-Stadion               |
| Shandong Luneng Taishan | Jinan     | Shandong-Provinzstadion       |
| Shanghai International  | Shanghai  | Shanghai-Stadion              |
| Shanghai Shenhua        | Shanghai  | Hongkou-Stadion               |
| Shenyang Ginde          | Shenyang  | Wulihe-Stadion                |
| Shenzhen Jianlibao      | Shenzhen  | Shenzhen-Stadion              |
| Sichuan Guancheng       | Chengdu   | Chengdu-Sports-Center-Stadion |
| Tianjin Kangshifu       | Tianjin   | Teda Stadion                  |

Fußnoten
1. ↑  Ab dem 9. Spieltag wurden die Heimspiele im Olympischen Sportzentrum ausgetragen.
2. ↑  Am 3., 5., 10., 13. und am 15. Spieltag wurden die Heimspiele im Minyuan-Stadion ausgetragen.

## Abschlusstabelle
| Pl. | Verein                  | Sp. | S  | U  | N  | Tore    | Diff. | Punkte |
| --- | ----------------------- | --- | -- | -- | -- | ------- | ----- | ------ |
| 1.  | Shenzhen Jianlibao      | 22  | 11 | 9  | 2  | 030:130 | +17   | 42     |
| 2.  | Shandong Luneng Taishan | 22  | 10 | 6  | 6  | 044:290 | +15   | 36     |
| 3.  | Shanghai International  | 22  | 8  | 8  | 6  | 039:310 | +8    | 32     |
| 4.  | Liaoning Zhongyu        | 22  | 10 | 2  | 10 | 039:400 | −1    | 32     |
| 5.  | Dalian Shide 1          | 22  | 10 | 6  | 6  | 033:260 | +7    | 30     |
| 6.  | Tianjin Kangshifu       | 22  | 7  | 8  | 7  | 028:290 | −1    | 29     |
| 7.  | Beijing Hyundai 2 (P)   | 22  | 8  | 7  | 7  | 035:330 | +2    | 28     |
| 8.  | Shenyang Ginde          | 22  | 7  | 5  | 10 | 023:290 | −6    | 26     |
| 9.  | Sichuan Guancheng       | 22  | 4  | 11 | 7  | 029:370 | −8    | 23     |
| 10. | Shanghai Shenhua (M)    | 22  | 4  | 10 | 8  | 028:370 | −9    | 22     |
| 11. | Qingdao Beilaite        | 22  | 4  | 9  | 9  | 021:280 | −7    | 21     |
| 12. | Chongqing Qiche         | 22  | 4  | 9  | 9  | 014:310 | −17   | 21     |

| (M) | Amtierender Meister: Shanghai Shenhua (aberkannt) |
| (P) | Amtierender Pokalsieger: Beijing Hyundai          |

## Torschützenliste
| Pl. | Spieler         | Mannschaft              | Tore |
| --- | --------------- | ----------------------- | ---- |
| 01. | Kwame Ayew      | Shanghai International  | 17   |
| 02. | Li Jinyu        | Shandong Luneng Taishan | 13   |
| 03. | Branko Jelić    | Beijing Hyundai         | 11   |
| 04. | Li Xiaopeng     | Shandong Luneng Taishan | 10   |
| 05. | Djima Oyawolé   | Shenzhen Jianlibao      | 9    |
| 05. | Daniel Nannskog | Sichuan Guancheng       | 9    |
| 05. | Ermin Šiljak    | Dalian Shide            | 9    |
| 05. | Tao Wei         | Beijing Hyundai         | 9    |